# Línea 57 (EMT Madrid)
La línea 57 de la EMT de Madrid une la estación de Atocha con la estación de Alto del Arenal.

## Características

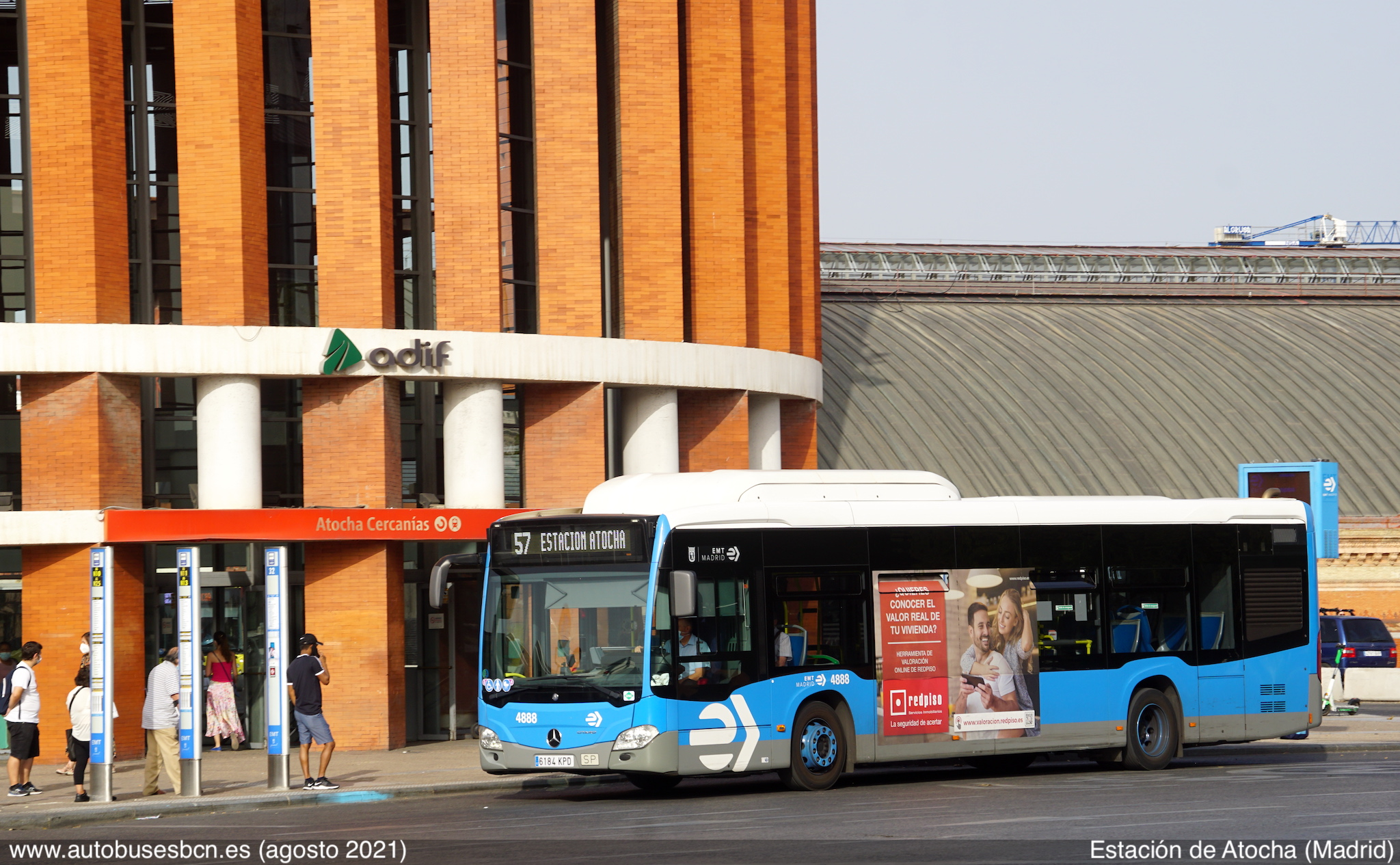
57 en la estación de Atocha, agosto de 2021.

Esta línea no une las cabeceras por la ruta más directa como lo hace la línea 1 de metro, sino que se adentra en el corazón del barrio de Palomeras Bajas (Puente de Vallecas), uniendo aquellas zonas más alejadas de estaciones de metro o cercanías con éstas y con el centro de Madrid.
La línea 57 empezó circulando entre la Plaza de Tirso de Molina y el Campo de la Paloma, en el barrio de Palomeras Sureste (Puente de Vallecas). Tras llevarse a cabo una reordenación de los itinerarios de las líneas de autobús del distrito Puente de Vallecas en 1996, esta línea limitó su recorrido en el centro a la estación de Atocha, a la vez que dejó de circular por las calles de Los Extremeños y Campo de la Paloma para ubicar su nueva cabecera junto a la estación de Alto del Arenal.
Existió una variante de la línea 57 señalada con raya roja que unía Entrevías con la Villa de Vallecas, que en 1980 dio lugar a la línea 103.
El 26 de mayo de 2014, cambia el nombre de la cabecera de Atocha por "Atocha Renfe".
El 3 de enero de 2021, vuelve a cambiar el nombre de la cabecera de Atocha Renfe por "Estación de Atocha".

### Frecuencias
| Lunes a viernes laborables |               |
| De 6:00 a 9:00             | 9-13 minutos  |
| De 9:00 a 20:00            | 11-14 minutos |
| De 20:00 a 23:00           | 12-19 minutos |
| Sábados laborables         |               |
| De 6:00 a 10:00            | 18-31 minutos |
| De 10:00 a 21:00           | 15-20 minutos |
| De 21:00 a 23:00           | 15-25 minutos |
| Domingos y festivos        |               |
| De 7:00 a 10:00            | 18-31 minutos |
| De 10:00 a 21:00           | 15-20 minutos |
| De 21:00 a 23:00           | 20-30 minutos |

## Recorrido y paradas

### Sentido Alto del Arenal
La línea inicia su recorrido en las dársenas situadas junto al acceso de cercanías de la estación de Atocha, saliendo de las mismas para incorporarse a la Avenida de la Ciudad de Barcelona.
Recorre esta avenida hasta pasar bajo el Puente de Vallecas, entrando en el distrito homónimo por la Avenida de la Albufera, que recorre hasta la intersección con la calle Sierra del Cadí, donde gira a la derecha para incorporarse a la misma.
Circula por esta calle hasta el final siguiendo de frente por la calle Carlos Martín Álvarez, la continuación natural, por la que circula hasta la intersección con la calle Martínez de la Riva, donde gira a la derecha para incorporarse a ésta, que desemboca en la Plaza de la Asamblea de Madrid.
En esta plaza, la línea circula brevemente por la Avenida de Pablo Neruda, girando enseguida a la derecha por la calle Romeo y Julieta para poco después girar a la izquierda por la Avenida del Parque de Palomeras Bajas.
La línea circula por esta avenida hasta el final, donde gira a la izquierda para tomar la Avenida de Buenos Aires, por la que circula hasta la Glorieta de José Luis Ozores, punto en el que gira a la derecha tomando la Avenida de Pablo Neruda, por la que circula hasta la intersección con la Avenida de la Albufera, donde tiene su cabecera junto a la estación de Alto del Arenal.
| Código | Parada                                      | Común con                    | Conexiones con Metro y Cercanías | Otros |
| ------ | ------------------------------------------- | ---------------------------- | -------------------------------- | ----- |
| 5705   | ESTACIÓN DE ATOCHA (Intercambiador)         | 54                           | Atocha                           |       |
| 1402   | Basílica de Atocha                          | 24 37 54 102 141             |                                  |       |
| 1404   | Metro Menéndez Pelayo                       | 24 37 54 141                 | Menéndez Pelayo                  |       |
| 1406   | Junta Municipal Retiro                      | 24 37 54 141                 |                                  |       |
| 1408   | Pacífico                                    | 24 37 54 141                 | Pacífico                         |       |
| 1410   | Ciudad de Barcelona-Seco                    | 8 10 24 37 54 56 136 141 310 |                                  |       |
| 2058   | Puente de Vallecas                          | 8 10 24 37 54 56 136 141 310 | Puente de Vallecas               |       |
| 1001   | Junta Municipal Puente de Vallecas          | 54 58 136                    |                                  |       |
| 1003   | Nueva Numancia                              | 54 58 136                    | Nueva Numancia                   |       |
| 2561   | Avenida de la Albufera-Sierra del Cadi      |                              |                                  |       |
| 2563   | Arroyo del Olivar-Carlos Martín Álvarez     |                              |                                  |       |
| 2565   | Carlos Martín Álvarez-Javier de Miguel      |                              |                                  |       |
| 5667   | Martínez de la Riva-Puerto Bonaigua         |                              |                                  |       |
| 2569   | Martínez de la Riva-Candilejas              |                              |                                  |       |
| 4597   | Madrid Sur                                  | 144                          |                                  |       |
| 4598   | Palomeras Bajas-Romeo y Julieta             | 144                          |                                  |       |
| 2575   | Palomeras Bajas-Mogambo                     | 144                          |                                  |       |
| 2576   | Palomeras Bajas-Cenicienta                  | 136 144                      |                                  |       |
| 2109   | Parque de Palomeras                         | 10 136                       |                                  |       |
| 2577   | Buenos Aires-Mogambo                        | 10                           |                                  |       |
| 2088   | Pablo Neruda-Villalobos                     | 10 144                       |                                  |       |
| 2582   | Pablo Neruda-Lago Calafate                  |                              |                                  |       |
| 2584   | Pablo Neruda-Avenida de Palomeras           |                              |                                  |       |
| 2586   | Pablo Neruda-Luis Buñuel                    |                              |                                  |       |
| 4088   | ALTO DEL ARENAL (C/ Santillana del Mar, 17) |                              | Alto del Arenal                  |       |

### Sentido Estación de Atocha
El recorrido de vuelta es igual al de ida pero en sentido contrario con algunas salvedades:
- Desde la Avenida de Buenos Aires se incorpora a la calle Mogambo en vez de la Avenida del Parque de Palomeras Bajas, a la que se incorpora tras recorrer la calle Mogambo.
- En vez de circular por la calle Romeo y Julieta, lo hace por la calle Candilejas, dejando de circular por un breve tramo de la Avenida de Pablo Neruda al llegar a la Plaza de la Asamblea de Madrid.

| Código | Parada                                      | Común con                    | Conexiones con Metro y Cercanías | Otros |
| ------ | ------------------------------------------- | ---------------------------- | -------------------------------- | ----- |
| 4088   | ALTO DEL ARENAL (C/ Santillana del Mar, 17) |                              | Alto del Arenal                  |       |
| 1013   | Alto del Arenal                             | 58 103 143                   | Alto del Arenal                  |       |
| 2587   | Pablo Neruda-Luis Buñuel                    |                              |                                  |       |
| 2585   | Pablo Neruda-Avenida de Palomeras           |                              |                                  |       |
| 2583   | Pablo Neruda-Lago Calafate                  |                              |                                  |       |
| 2581   | Pablo Neruda-Villalobos                     | 144                          |                                  |       |
| 2578   | Buenos Aires-Mogambo                        |                              |                                  |       |
| 2579   | Mogambo-La Violetera                        | 144                          |                                  |       |
| 2580   | Mogambo-Volver a Empezar                    | 144                          |                                  |       |
| 2574   | Palomeras Bajas-Romeo y Julieta             | 144                          |                                  |       |
| 2572   | Candilejas-Pablo Neruda                     | 144                          |                                  |       |
| 2570   | Martínez de la Riva-Candilejas              | 144                          |                                  |       |
| 2568   | Martínez de la Riva-Puerto Bonaigua         | 144                          |                                  |       |
| 2566   | Carlos Martín Álvarez-Javier de Miguel      |                              |                                  |       |
| 2564   | Arroyo del Olivar-Carlos Martín Álvarez     |                              |                                  |       |
| 2562   | Avenida de la Albufera-Sierra del Cadi      |                              |                                  |       |
| 1004   | Nueva Numancia                              | 54 58 136                    | Nueva Numancia                   |       |
| 1002   | Junta Municipal Puente de Vallecas          | 10 24 54 58 111 136 310      | Puente de Vallecas               |       |
| 2057   | Puente de Vallecas                          | 8 24 54 141                  |                                  |       |
| 1411   | Ciudad de Barcelona-Seco                    | 8 10 24 37 54 56 136 141 310 |                                  |       |
| 1409   | Pacífico                                    | 24 37 54 141                 | Pacífico                         |       |
| 1407   | Junta Municipal Retiro                      | 24 37 54 141                 |                                  |       |
| 1405   | Metro Menéndez Pelayo                       | 24 37 54 141                 | Menéndez Pelayo                  |       |
| 1403   | Basílica de Atocha                          | 24 37 54 141                 |                                  |       |
| 5705   | ESTACIÓN DE ATOCHA (Intercambiador)         | 54                           | Atocha                           |       |